# Медаль «За освобождение Украины»
Медаль «За освобождение Украины»  —  нереализованный проект медали СССР. 

## Проект медали «За освобождение Украины»
25 марта 1944 года Н. С. Хрущёв написал письмо И. В. Сталину с предложением учредить медаль «За освобождение Украины».

Москва ЦК ВКП(б)
Товарищу Сталину
Красная Армия успешно продвигаясь по территории Советской Украины скоро полностью освободит Украину от немецких захватчиков.
Следовало бы учредить специальную медаль «За освобождение Украины» и награждать ею всех участников освобождения Советской Украины от немецких оккупантов.
Если Вы одобрите наше предложение, то мы бы взяли на себя вместе с тов. Горкиным подготовить проект медали и положение с ней.
Н. Хрущёв. "25" марта 1944 г.

ЦДАГО України, ф. 1, оп. 23, спр. 784, арк. 1, 15, 15 зв. 
Однако проект был отклонён ещё на начальных этапах.

## Описание
Были изготовлены образцы двух медалей по две штуки каждой. На аверсе одной  из них по центру находились изображения танков и самолётов, идущих в атаку, фоном служили плотина ДнепроГЭС и доменные печи, также сверху была изображена пятиконечная звезда. Также был виден по кругу расположенный текст: «За освобождение Украины от немецких захватчиков», такой же текст был продублирован на реверсе медали. По краям шло обрамление из пшеничных колосьев.
На аверсе другого образца медали изображение было значительно проще, частично заимствованное у медали «За отвагу». Текст расположенный по кругу был написан на украинском языке: «За визволення України». На реверсе также на украинском написано: «Слава, Честь i Щира Подяка Визволителеві!»

## Положение медали
Хотя проект и был отклонён, вместе с эскизами медали было предложено положение о медали «За звільнення Радянської України».
1. Медалью «За звільнення Радянської України» награждаются все участники героической борьбы за Советскую Украину и лица, принимавшие непосредственное участие в освобождении Советской Украины от немецких захватчиков.
2. Награждение производит Президиум Верховного Совета Украинской ССР на основании документов, удостоверяющих фактическое участие в освобождении Советской Украины от немецких захватчиков, выдаваемых командирами частей, начальниками военно-лечебных заведений, командирами и комиссарами партизанских соединений и партизанских отрядов, а также соответствующими областными и городскими Советами депутатов трудящихся.
3. Вручение производится:
Лицам, находящимся в воинских частях Красной Армии, Военно-морского Флота, войск НКВД и НКГБ, — командирами войсковых частей, а лицам, выбывшим из состава армии и флота, — военными комиссарами по месту жительства награждённых;
партизанам и лицам из гражданского населения — участникам освобождения Советской Украины от немецких захватчиков, — исполнительными комитетами областных, городских и районных Советов депутатов трудящихся по месту жительства награждённых.
4. Медаль «За звільнення Радянської України» носится на правой стороне груди.

5. Медаль «За звільнення Радянської України» лиц, погибших в боях за освобождение Советской Украины или умерших, передаётся семье награждённого вместе с удостоверением к медали.